# رابرت سارا (کشیش)
رابرت سارا (انگلیسی: Robert Sarah; ۱۵ ژوئن ۱۹۴۵ – ) کشیش کاتولیک، و کشیش اهل گینه است. وی بین سال‌های ۲۰۰۱ تا ۲۰۱۰ دبیر کنگره ترویج ایمان بود. سارا در سال ۲۰۱۴ به دستان پاپ فرانسیس کاردینال گردید و یکی از نامزدهای پاپ بعدی شناخته می‌شود.
وی همچنین برندهٔ جوایزی همچون لژیون دونور شده است.